# Eurysternus angustulus
Eurysternus angustulus är en skalbaggsart som beskrevs av Edgar von Harold 1869. Eurysternus angustulus ingår i släktet Eurysternus och familjen bladhorningar. Inga underarter finns listade i Catalogue of Life.